# IGI 2: Covert Strike
IGI 2: Covert Strike – gra komputerowa z gatunku first-person shooter stworzona przez Innerloop Studios i wydana przez Codemasters w 2003 roku. Jest to kontynuacja gry Project I.G.I.: I'm Going In. Pierwsza część gry, opublikowana przez Eidos Interactive, oferowała tylko tryb gry jednoosobowej. I.G.I.-2: Covert Strike oferuje zarówno tryb gry jednoosobowej, jak i gry wieloosobowej.
Konsultantem gry był Chris Ryan, były członek Special Air Service, najbardziej znany za misję Bravo Two Zero. W Chinach I.G.I.-2: Covert Strike została zakazana, ponieważ chińskie władze stwierdziły, że celowo oczernia ona wizerunek Chin i chińskiej armii.

## Fabuła
Głównym bohaterem gry jest David Jones, agent pracujący dla Institute for Geotactical Intelligence i były operator brytyjskiego Special Air Service. Zostaje wysłany do Karpat, by odzyskać zestaw chipów EMP ukradzionych amerykańskiej fabryce High-Tech przez rosyjską mafię. Po wykonaniu operacji HALO i infiltracji stacji pogodowej w górach i pobraniu jednego z chipów EMP, dyrektor misji Jonesa, Phillip White, wydaje mu polecenie odzyskania pozostałych chipów. Jones udaje się do fabryki nad Dniestrem, w której odzyskuje połowę chipów. Następnie niszczy pobliski most, by zatrzymać konwój wroga.
Po tym zdarzeniu zostaje zabrany śmigłowcem. W trakcie lotu pilot śmigłowca (Robert Quest) dokonuje aktu zdrady – informuje Jonesa, że ten jest już niepotrzebny. Robert daje Davidowi ultimatum: albo wyskakuje z lecącego śmigłowca, albo zostanie zastrzelony. Jones wybiera skok. Po tym wydarzeniu Jones traci EMP na rzecz współpracowników Roberta Questa i Phillipa White'a, czyli kolejno byłego pilota Jonesa i byłego dyrektora misji Jonesa.
Jonesowi udaje się przeżyć upadek ze śmigłowca. Jego mapa komputerowa zostaje zniszczona. David po sprawdzeniu swojej pozycji dowiaduje się, że jest przy rumuńskiej granicy. W tym samym czasie Robert Quest i Phillip White uciekają. IGI stara się ustalić ich lokalizację i po dogłębnych pracach udaje im się ustalić, że Phillip White wykonał kilka interesów w Libii z rosyjskim handlarzem bronią, który nazywa się Jach Priboi. Jones pod dowództwem swojej nowej dyrektorki misji (o imieniu Anya) wyrusza do Libii. Jego celem jest znaleźć Proboi'a, który został aresztowany przez libijski wywiad podczas dostarczania broni wojsku rebeliantów.
Jones ratuje Proboi'a i ucieka razem z nim z więzienia. Po ucieczce Priboi informuje Jonesa, że wszystkie potrzebne dokumenty dla misji Jonesa są w willi Priboi'a, która jednak aktualnie zajęta jest przez libijskiego majora Zaleba Saida. David decyduje się wybrać do willi, by pozyskać te dokumenty. Niespodziewanie Priboi odkrywa, że w willi nie ma dokumentów, gdyż zostały one zabrane przez Zaleba. Wściekły Priboi mówi Jonesowi, by ten przejął kontrolę nad pobliską bazą, w której znajduje się śmigłowiec. Priboi i Jones wybierają się śmigłowcem do miejsca, w którym przebywał Zaleb, i zabijają go, odzyskując dokumenty. Priboi po odzyskaniu dokumentów mówi, że ostatnio ubił interes z White'em w egipskim porcie.
Jones udał się do portu w Egipcie, w którym zabił swojego byłego pilota. Dowiedział się, że Phillip White wybrał się do nieznanego kraju, by tam pracować nad chipami. Jones wybrał się ekranoplanem na Wyspy Spratly, niedaleko Chin, gdyż Anya podejrzewa, że właśnie tam dzieją się jakieś podejrzane interesy. Anya nie myliła się – właśnie tam Phillip White współpracował potajemnie z chińskim generałem, którym jak się później okazało, był Wu Xing, który zamierzał unieszkodliwić amerykański wywiad.
Później Jones znajduje Phillipa White'a zabitego osobiście przez Wu Xinga, gdyż Philipp oskarżył chińskiego generała o zabicie Roberta Questa. Jednak tak naprawdę Questa zabił Jones w egipskim porcie. Jones dowiaduje się, że Wu Xing chce rozpętać „III wojnę światową”. David wdaje się w strzelaninę z Wu Xingiem, ostatecznie zabijając go. David wpada na ślad gigantycznej platformy startowej. Anya mówi Jonesowi, by ten jak najszybciej unieszkodliwił tę platformę, zanim ona wybuchnie, gdyż może to spowodować międzynarodowy konflikt. Ostatecznie Jonesowi udaje się przeprogramować tor lotu rakiety i po wystrzeleniu uderza ona w bezpieczne miejsce.

## Bohaterowie gry
- David Jones
- Major Rebecca Anya
- Senator Pat Lenehan
- Jach Priboi
- Pułkownik Philip White
- Sierżant Robert Quest
- Chiński generał Wu Xing